# Уэстмен (область)
Уэстмен (англ. Westman) — область на юго-западе канадской провинции Манитоба. 
Область разделена Статистической службой Канады на 4 переписных участка (№№5, 6, 7 и 15). Площадь области составляет 27 242,06 км², население — 108 868 человек.

## Крупнейшие населённын пункты
- Буассевен
- Брандон — крупнейший город области
- Вирден
- Делорен
- Карберри
- Килларни

- Мелита
- Миннедоса
- Нипава
- Риверс
- Сурис
- Хамиота

## Экономика
Основной промышленностью области является сельское хозяйство. В юго-западной части ведётся нефтедобыча.